# Eurois paradoxa
Eurois paradoxa är en fjärilsart som beskrevs av Barend J. Lempke 1962. Eurois paradoxa ingår i släktet Eurois och familjen nattflyn. Inga underarter finns listade i Catalogue of Life.